# トッド・ベネット
トッド・ベネット（Todd Anthony Bennett、1962年7月6日 - ）は、イギリスの陸上競技選手。1984年ロサンゼルスオリンピックの銀メダリストである。サウサンプトン出身。

## 経歴
ベネットの国際大会に初めて姿を見せたのは、1981年のヨーロッパジュニア選手権である。この大会の400mで優勝。さらに4×400mRでも東ドイツに次いで銀メダルと結果を残した。この大会以後ベネットは、屋外、屋内ともに数多くの国際大会に出場。特に屋内大会においては、1985年、1987年のヨーロッパ室内選手権の400m、1985年の世界室内選手権を制し、同年には45秒56の室内世界新記録をマークするなど好成績を残した。
ベネットは、コモンウェルスゲームズには1982年のブリズベン大会から3大会連続出場。1982年と1986年のエジンバラ大会の4×400mRでは金メダル。1986年には200mでも銀メダルを獲得した。ベネットは、この時代のイギリスの4×400mRの中心的なメンバーとして重要な役割を果たした。オリンピックでも、1984年ロサンゼルスオリンピックでは銀メダル。1988年のソウルオリンピックでは5位。世界選手権では、1983年ヘルシンキ大会で銅メダル。1987年ローマ大会では、決勝には出場しなかったものの、予選と準決勝に出場し、イギリスの銀メダル獲得に貢献した。
ベネットは現役引退後も、コーチとして陸上界にとどまり、2004年アテネオリンピックでのイギリス代表チームの活躍等に貢献している。

## 主な実績
| 年   | 大会                             | 場所                           | 種目    | 結果      | 記録      |
| ---- | -------------------------------- | ------------------------------ | ------- | --------- | --------- |
| 1982 | コモンウェルスゲームズ           | ブリズベン(オーストラリア)     | 400m    | 5位       | 47秒06    |
| 1982 | コモンウェルスゲームズ           | ブリズベン(オーストラリア)     | 4×400mR | 1位       | 3分05秒45 |
| 1982 | ヨーロッパ陸上競技選手権大会     | アテネ(ギリシャ)               | 4×400mR | 2位       | 3分00秒68 |
| 1983 | 世界陸上競技選手権大会           | ヘルシンキ(フィンランド)       | 4×400mR | 3位       | 3分03秒53 |
| 1984 | オリンピック                     | ロサンゼルス(アメリカ合衆国)   | 400m    | -（qf）   | -         |
| 1984 | オリンピック                     | ロサンゼルス(アメリカ合衆国)   | 4×400mR | 2位       | 2分59秒13 |
| 1985 | ヨーロッパ室内陸上競技選手権大会 | アテネ・ピレウス(ギリシャ)     | 400m    | 1位       | 45秒56    |
| 1985 | 世界室内陸上                     | パリ(フランス)                 | 400m    | 2位       | 45秒97    |
| 1986 | コモンウェルスゲームズ           | エジンバラ(スコットランド)     | 200m    | 2位       | 20秒54    |
| 1986 | コモンウェルスゲームズ           | エジンバラ(スコットランド)     | 4×400mR | 1位       | 3分07秒19 |
| 1987 | ヨーロッパ室内陸上競技選手権大会 | リエヴァン(フランス)           | 400m    | 1位       | 46秒81    |
| 1988 | オリンピック                     | ソウル(韓国)                   | 400m    | 6位（qf） | 45秒96    |
| 1988 | オリンピック                     | ソウル(韓国)                   | 4×400mR | 5位       | 3分02秒00 |
| 1990 | コモンウェルスゲームズ           | オークランド(ニュージーランド) | 400m    | 9位       | 46秒64    |
| 1990 | コモンウェルスゲームズ           | オークランド(ニュージーランド) | 4×400mR | -（sf）   | DQ        |

- qfは2次予選、sfは予選